# Як підкорили Захід
Як підкорили Захід (англ. How the West Was Won) — американський художній фільм, епічний вестерн 1962 року, про сім'ю Прескоттів — поселенців, які вирушили на Дикий Захід, режисерів Генрі Гатавея, Джона Форда та Джорджа Маршалла. Для фільмування була використана кінематографічна трилінзова система панорамного кіно Сінерама, що проєктується на величезний вгнутий екран. Кінострічка вважається однією з найвидатніших епопей Голлівуду.
У 1997 році Бібліотека Конгресу відібрала його для збереження в Національному реєстрі фільмів США як «культурно, історично чи естетично значущий».

## Сюжет
У стрічці на прикладі однієї сім'ї та її декількох поколінь показана історія переселенців з Європи до Північної Америки за період з 1839 по 1889 рр., на долю яких випало нелегке випробування — освоєння безкрайніх просторів «Дикого Заходу» …
Фільм розпочинається з розповіді Спенсера Трейсі, коли кінокамера пролітає над Скелястими горами. «Сьогодні ця земля має назву, — каже Трейсі, — і позначена на картах». Потім фільм, який складається з шести епізодів, переходить до першого з них — «Річки».

### Епілог
У епілозі звучить фінальний текст фільму від Спенсера Трейсі, де показано, як сучасна Америка виросла із Заходу на початку 1960-х років — дамба Гувера, чотирирівнева розв'язка доріг у центрі міста в Лос-Анджелесі та міст Золоті Ворота в Сан-Франциско.

## Ролі виконують
- Спенсер Трейсі — оповідач

Річки (1839)
- Джеймс Стюарт — Лайнес Ролінгс
- Керролл Бейкер — Єва Прескотт Ролінгс
- Деббі Рейнольдс — Ліліт Прескотт ван Вейлен
- Карл Молден —  Зебулон Прескотт
- Агнес Мургед — Ребека Прескотт
- Волтер Бреннан — полковник Джеб Гокінс
- Лі Ван Кліф  — річковий пірат

Рівнини (1851)
- Грегорі Пек — Клів ван Вейлен
- Роберт Престон[en] — Роджер Морган
- Телма Ріттер —  Агата Клегг

Громадянська війна (1861—1865)
- Джордж Пеппард — Зеб Ролінгс
- Енді Дівайн[en] — капрал Петерсон
- Гаррі Морган[en] — Улісс Сімпсон Грант
- Джон Вейн — генерал Вільям Шерман

Залізниця (1868)
- Генрі Фонда — Джетро Стюарт
- Річард Відмарк[en] — Майк Кінг

Розбійники (1889)
- Лі Джей Кобб — маршал Лу Ремзі
- Елай Воллак — Чарлі Гент
- Керолін Джонс —  Джулі, дружина Зеба Ролінгса
- Гаррі Дін Стентон — член банди Ганта

## Музика
Музику до фільму написав Альфред Ньюмен. Він також диригував під час записування альбому на студії звукозапису MGM Records. Деббі Рейнольдс у фільмі співає три пісні: «Raise a Ruckus Tonight», «What Was Your Name in the States?» і «A Home in the Meadow» зі словами Семмі Кана на мелодію «Зелені рукави».
Музика фільму була вписана до списку «Найкраща музика в американських фільмах за 100 років за версією AFI».

## Навколо фільму
- У 1976 році був знятий двогодинний фільм «The Macahans», а потім у 1976—1979 роках однойменний телесеріал «Як підкорили Захід»[en][4], заснований на сюжеті фільму 1962 року.
- Це другий фільм, знятий за допомогою технології панорамного кіно Сінерама, першим був «Дивовижний світ братів Грімм» (The Wonderful World of the Brothers Grimm, 1962) Генрі Левіна[en] та Джорджа Пала.
- Записування фільму з кіноплівок для вгнутого екрана панорамного кіно технології Сінерама[en] на оптичний диск Блю-рей, призначений для демонстрування на плоскому екрані, використовувався процес Смайлбокс (SmileBox).
- У фінальній сцені з поїздом, коли розбійники бігають по стовбурах дерев, каскадеру Бобові Моргану відірвало ногу після падіння. Пізніше він продовжував працювати протягом багатьох років, попри свою інвалідність, але здебі́льшого як каскадер.

## Нагороди
- 1964 Премія «Оскар» Академії кінематографічних мистецтв і наук (США):
  - за найкращі звукові ефекти — Франклін Мілтон[en]
  - за найкращий монтаж — Гарольд Ф. Кресс[en]
- 1964 Премія Аудіомонтажерів кіно США (Motion Picture Sound Editors[en]):
  - приз «Золота бобіна» (Golden Reel Award) за найкраще редагування звуку
- 1963 Премія Національної ради кінокритиків США, (National Board of Review, NBR Award):
  - найкращі десять фільмів[en]
- 1997 Національна рада США зі збереження фільмів[en] внесла кінострічку до Національного реєстру фільмів США